# 헨든 센트럴역

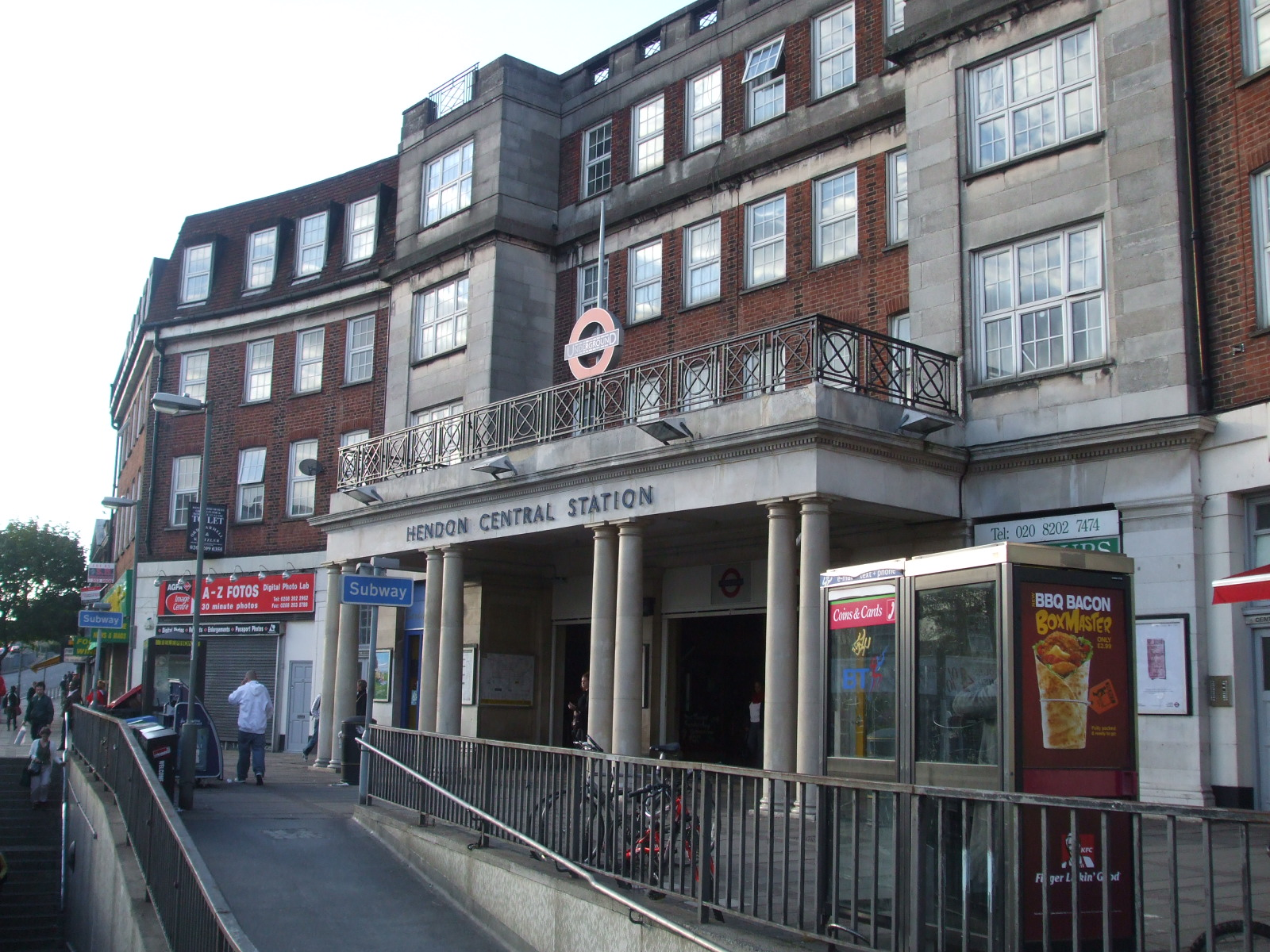
헨든 센트럴 역

헨든 센트럴 역 (Hendon Central)은 런던 북서부 A41로에 위치한 런던 지하철역이다. 노던 선의 에지웨어 지선에 속해 있으며 콜린데일 역과 브렌트 크로스 역 사이에 있다. 운임상으로는 3구역과 런던 요금 4구역 사이 경계에 위치해 있다. 우편주소는 NW4 2TE이다.
헨든 센트럴 역은 1923년 11월 19일 브렌트 크로스 (당시 역명은 브렌트) 역과 함께 문을 열었다. 차링크로스 유스턴 햄프스테드 철도의 골더스 그린 지선의 연장 구간에 속했다. 1924년 8월 18일 에지웨어 역까지 최종 연장되기 전까지는 해당 노선의 서쪽 시종착역으로 운영되었다.

## 역사
헨든 센트럴 역은 골더스 그린 역부터 이어지는 구간의 모든 역괴 마찬가지로 지상 역으로 지어졌다. 다만 콜린데일 역으로 가는 상행 선로에 짧은 터널이 존재할 뿐이다. 처음에 지어질 당시 헨든 센트럴 역은 오래된 마을이었던 헨든의 "지역 한복판의 유일한 축복" (당시에 나온 표현)으로 우뚝 섰다. 실제로 역이 들어선 이후 헨든은 런던 교외 지역으로 흡수되기 시작했다. 현재 지정건축물 2급에 등재되어 있는 헨던 센트럴 역사는 스탠리 힙스의 작품으로, 신조지 양식이 돋보인다. 힙스는 브렌트 크로스 역보 비슷한 양식으로 설계했는데, 도리아식 콜로나드가 붙여진 포르티코 장식으로 유명하다.
헨든 센트럴 역과 그 주변 건물들은 지금까지도 특이할 정도로 잘 조화되어 있는데, 이는 애초에 주변 지역이 개발이 잘 이뤄지지 않은 지역이라 역이 지어지고 나서 몇년 사이에 주변 건물들이 세워졌기 때문이다. 역 자체가 헨든 시의 중앙에 위치하여 새로운 교외 단지의 핵심 건축물이 되도록 의도되었기에, 헨든 센트럴 역 앞에는 240피트 크기의 원형 로터리가 있고 헨든 시 곳곳과 그 주변 지역까지 다다를 수 있는 네 개의 도로가 로터리에 트여 있다. 이곳은 오랜 세월 동안 센트럴 서커스 (Central Circus)라고 불리었으나, 지금은 교통신호로 통제되는 사거리로 변모했다. 1932년 윌리엄 패싱햄이 쓴 글에 따르면 헨든 센트럴의 통합적 접근 방식이 "도로계획과 여객 승강장의 필요시설이 조화되어 있는 뛰어난 사례"라고 평했다. 또 역이 생겨난지 9년밖에 지나지 않았는데도  "갈수록 늘어가는 신 주택 단지"의 중심지로 벌써 거듭났다면서, "작은 동네의 중심지", 즉 지금으로 치면 교외 단지의 중심지가 되리라고 정확하게 예측했다.

## 환승
헨든 센트럴 역과 환승되는 런던 버스 노선으로는 83, 113, 143, 186, 324, 326번이 있으며 야간 버스로는 N113번이 있다.

## 화보

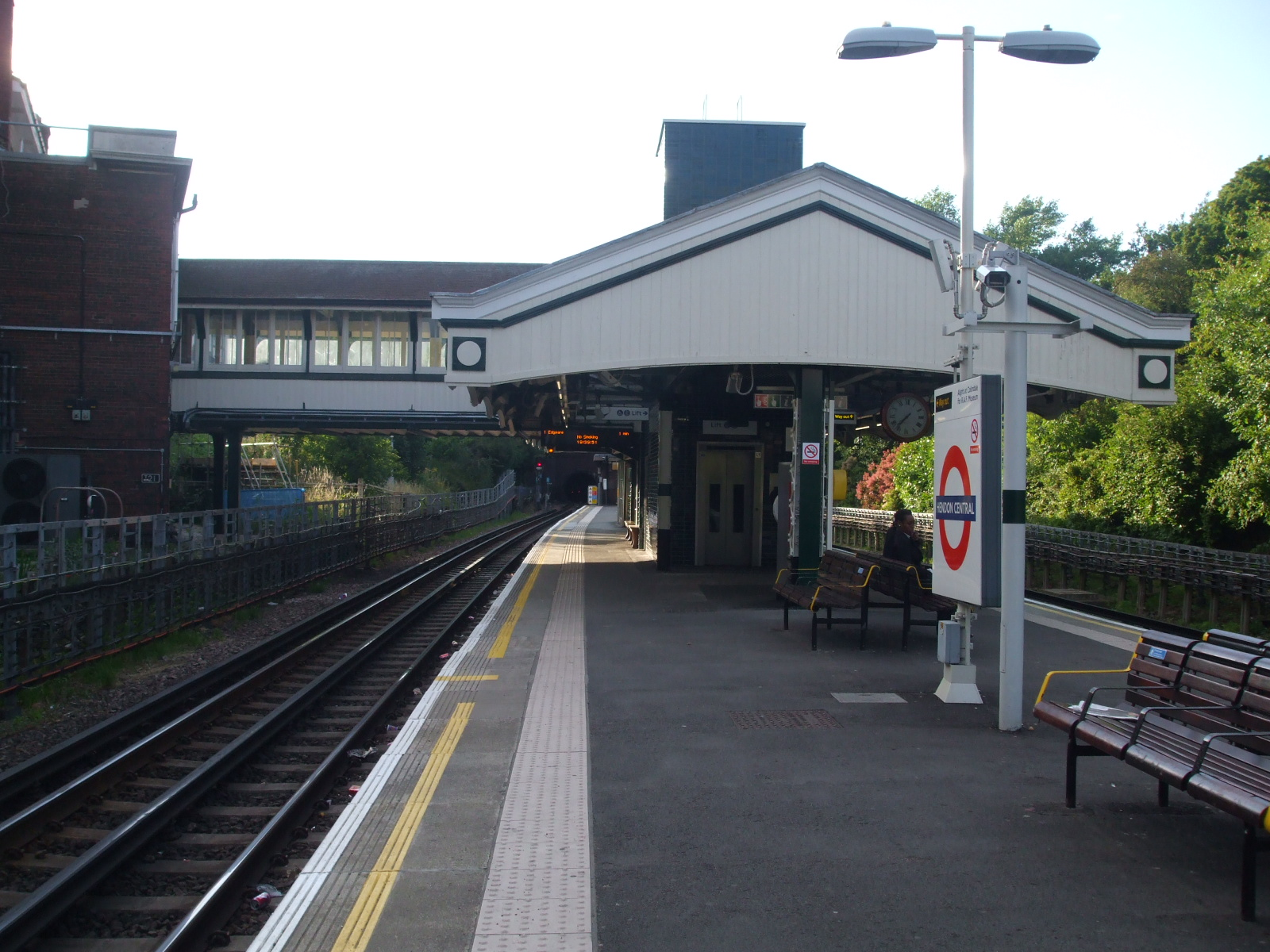
북쪽으로 바라본 섬식 승강장. 뒷쪽에 터널이 보인다.
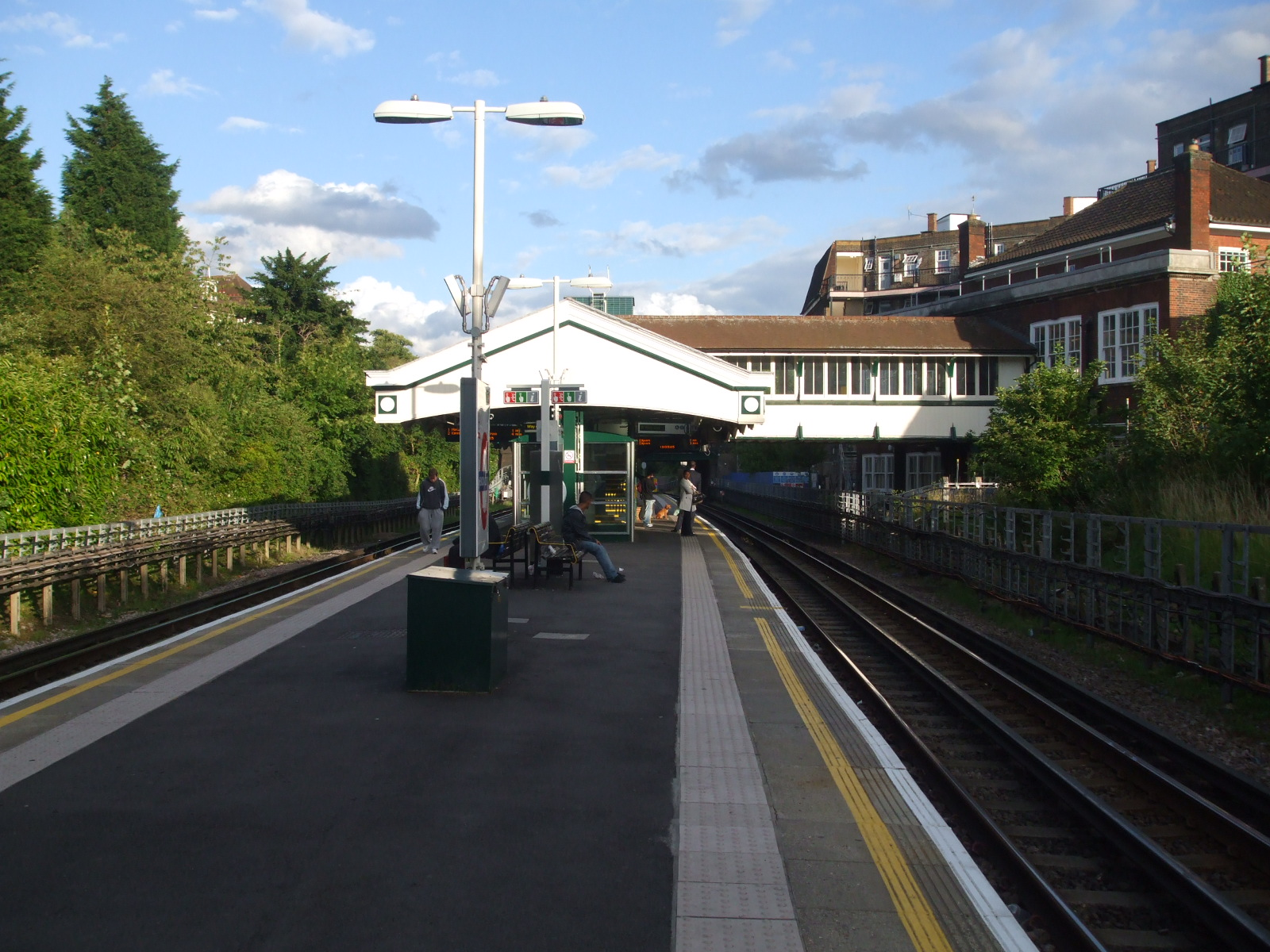
남쪽으로 바라본 섬식 승강자
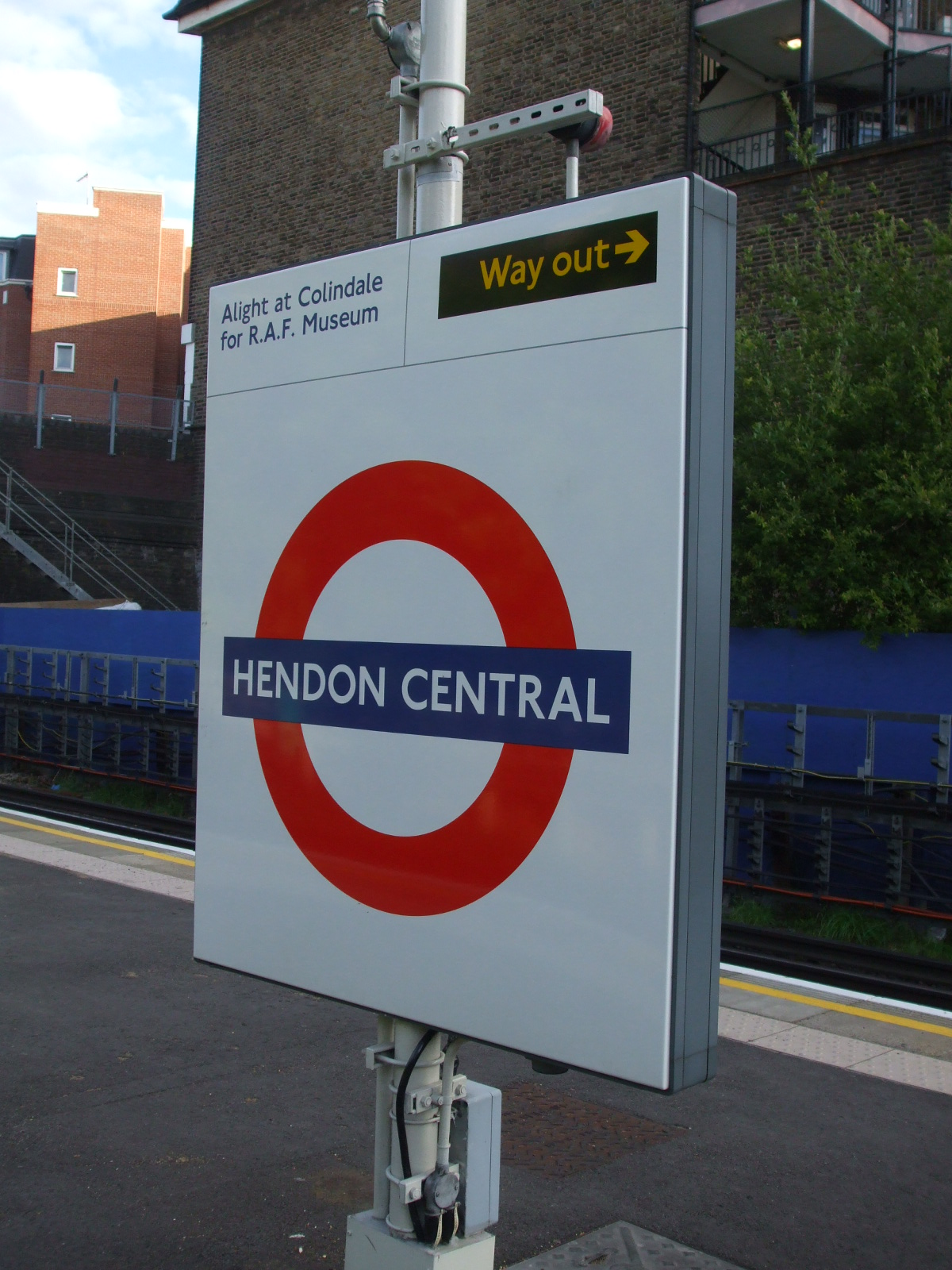
하행 승강장에 자리한 역명판. 공군 박물관으로 가려면 바로 한정거장 앞의 콜린데일 역에서 하차하라고 안내하고 있다
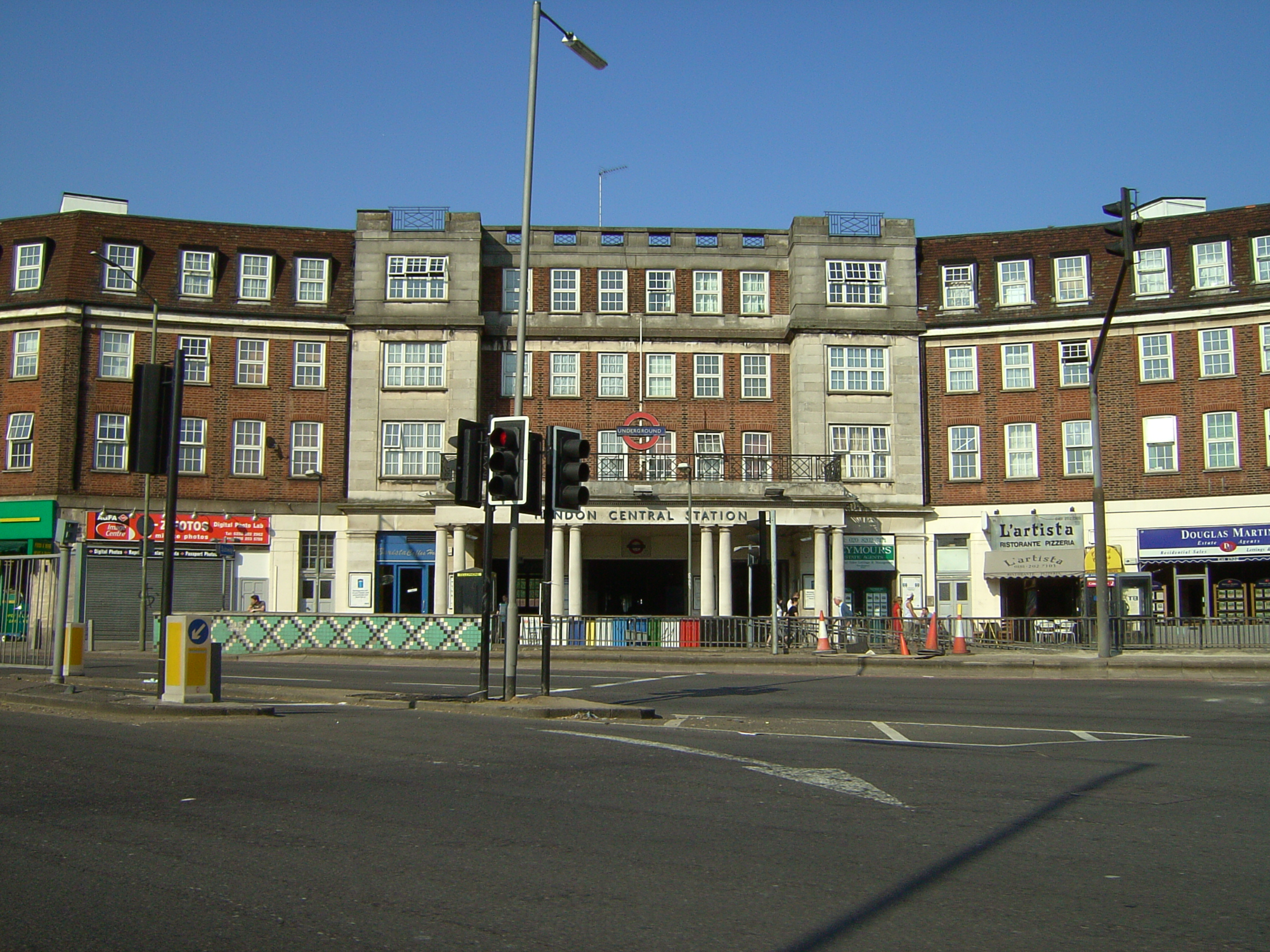
역 입구